# La sanguinaria
La sanguinaria (Gun Crazy, conosciuto anche come Deadly Is the Female) è un film noir del 1949  diretto da Joseph H. Lewis. Si ispira vagamente alle gesta di Bonnie e Clyde e vede come protagonisti John Dall e Peggy Cummins nei ruoli di due coniugi rapinatori.
Nel 1998 è stato scelto per essere conservato nel National Film Registry della Biblioteca del Congresso degli Stati Uniti.

## Trama
Bart Tare, un ex militare con un passato in riformatorio per aver rubato una pistola, nutre sin dall'infanzia un'insana passione per le armi da fuoco. Scontata la pena e finito il servizio di leva, decide di ritornare al suo paese natale, ritrovando sua sorella e i suoi due più cari amici. Durante una fiera, Bart incontra Laurie, una ragazza che svolge uno spettacolo con delle pistole, anche lei appassionata alle armi; tra i due è amore a prima vista. I due decidono di fuggire e cominciare una nuova vita insieme, ma dopo il matrimonio Laurie inizia a lamentarsi della loro misera situazione finanziaria.
La coppia decide così di sfruttare le loro qualità commettendo una rapina dietro l'altra. In coppia iniziano ad assaltare rifornimenti di benzina, alimentari e soprattutto banche, finché durante un colpo non ci scappa il morto: per loro è l'inizio della fine. Braccati dalla polizia, i due protagonisti cominciano una difficile corsa contro il tempo, una disperata fuga da uno stato all'altro degli Usa nel tentativo di non farsi prendere. Ma il loro destino è ormai segnato.

## Produzione
La sceneggiatura del film fu scritta da MacKinlay Kantor e dal futuro premio Oscar Dalton Trumbo. Trumbo, a causa di una sua presunta adesione al comunismo, venne iscritto dal Governo degli Stati Uniti nella lista nera e fu costretto a firmare la sceneggiatura con lo pseudonimo di Millard Kaufman, nome "prestatogli" dall'omonimo sceneggiatore.
La sequenza della rapina in banca era di 17 pagine ed era programmata per tre/cinque giorni di riprese con numerose configurazioni della macchina da presa (ovvero più inquadrature), ma Lewis decise che non voleva farla in modo convenzionale. Disse ai produttori che avrebbe potuto farcela in un solo giorno con una sola ripresa, senza mai fare entrare la MDP nella banca. Poiché ciò avrebbe ridotto i tempi di produzione ed eliminato la necessità di un set in banca, l'idea piaceva alla loro attenzione al budget, ma doveva comunque dimostrare loro che era possibile. Quindi fece una prova prendendo due comparse e recandosi sul posto. Usò la sua personale cinepresa da 16 mm.
La scena della rapina in banca fu filmata a Montrose in California con un unico piano sequenza, con la macchina da presa situata nei sedili posteriori della cadillac di Bart e Laurie; il regista, in questa scena, diede ai protagonisti la possibilità di improvvisare i loro dialoghi e si racconta come il tutto fu girato senza che nessuno, a parte gli attori coinvolti (i due protagonisti, la guardia giurata e le persone all'interno della banca) e la troupe, sapesse che stavano girando un film; durante la sequenza John Dall recita la battuta "speriamo di trovare un parcheggio da qualche parte", intendendo che realmente non sapeva se avrebbero trovato un posto in cui parcheggiare, vista la tecnica registica e l'alto margine d'improvvisazione della scena. In aggiunta, è possibile notare come alcune persone lungo la strada gridino spaventate, credendo di aver assistito per davvero ad una rapina in banca.

## Critica
- Il racconto ha la traiettoria tesa di una fucilata; è questo il commento del dizionario Morandini che assegna al film quattro stelle su cinque, esaltando anche il taglio espressionistico della fotografia.[4][5]
- Il dizionario Farinotti gli assegna tre stelle su cinque senza fornire alcun giudizio critico.[6]